# کاکتوس انگنار
کاکتوس انگنار (نام علمی: Obregonia) نام یک سرده از تبار کاکتوسی‌تباران است.